# Italo Acconcia
Italo Acconcia (Castelvecchio Subequo, 20 aprile 1925 – Firenze, 12 febbraio 1983) è stato un allenatore di calcio e calciatore italiano, di ruolo difensore o centrocampista.
Per la sua ragguardevole carriera da calciatore e da selezionatore, è considerato tra i personaggi calcistici più rappresentativi dell'Aquila; alla sua figura è stato dedicato un pluriennale torneo giovanile ed è stato intitolato lo stadio calcistico cittadino.

## Caratteristiche tecniche
Giocatore roccioso dalla considerevole forza fisica, seppur dotato di una notevole tecnica e predisposizione alla corsa, inizia la sua carriera in difesa — venendo schierato all'occorrenza anche come terzino — per poi essere, negli anni della maturità, adoperato principalmente come mediano.

## Carriera

### Giocatore
Acconcia si mise in luce nella formazione giovanile dell'Oratorio Salesiano dell'Aquila, esordendo poi in prima squadra nell'Aquila Calcio durante il campionato di Serie C 1942-43. Dopo altre due stagioni in maglia rossoblù, Acconcia venne ceduto insieme al compagno Masci al Catanzaro, militante in Serie B, per la somma di trecentomila lire.

#### Fiorentina, Udinese e Roma
Acconcia giocò con la Fiorentina dal 1947 al 1950. Nella Serie A 1947-1948, disputò 35 partite, segnando un unico gol il 2 maggio 1948, contro la Triestina. La Fiorentina concluse il campionato al 7º posto. L'anno seguente disputò 29 partite, segnando 3 gol contro Genoa, Sampdoria e Lazio, mentre la sua squadra chiuse il campionato all'8º posto.
Andò meglio per la Fiorentina nella Serie A 1949-1950, nella quale la squadra conseguì il 5º posto. Tuttavia, Acconcia giocò solo in 14 partite e non segnò alcuna rete. L'anno seguente fu ceduto all'Udinese, che conseguì il 9º posto in campionato. Acconcia giocò 26 partite, segnando un gol.
Dopo un solo campionato lasciò la squadra friulana per rientrare alla Fiorentina, che invece lo cedette per una stagione alla Roma che vinse il campionato di Serie B.

#### Genoa

Italo Acconcia al Genoa

Si trasferì quindi al Genoa, che si aggiudicò ad inizio stagione il trofeo amichevole Coppa Cassano, in onore del defunto giocatore blucerchiato Luigi Cassano, alla sua quinta edizione. Come già con la Roma, con il Genoa gareggiò nella serie cadetta, conquistando la promozione in massima serie, che l'anno seguente chiuderà al 12º posto.

#### Modena, Salernitana e Pistoiese
Nelle successive stagioni cambiò diverse squadre, rimanendo sempre in serie B: al Modena conquista il terzo posto nella stagione 1954-1955, nel 1955-1956 si trasferì alla Salernitana, dove segna una rete in 20 presenze, mentre successivamente si accasò alla Pistoiese e in seguito alla Sangiovannese, dove Acconcia assunse il doppio ruolo di allenatore e di giocatore.
Disputò inoltre una partita con la Nazionale B, il 25 maggio 1949. In carriera ha totalizzato complessivamente 106 presenze e 5 reti in Serie A e 128 presenze ed una rete in Serie B.

### Allenatore
Dopo aver superato alcuni esami fu scelto a Coverciano come tecnico nazionale. Prima fu selezionatore della Nazionale B; quindi fu Ct della Nazionale Juniores, con cui conquistò quattro affermazioni al Torneo di Montecarlo. Tra i talenti che Acconcia ha contribuito a lanciare da tecnico figurano nomi come Paolo Rossi, Antonio Cabrini, Marco Tardelli e Franco Baresi.
(Italo Allodi, dirigente calcistico italiano)
(Paolo Rossi, capocannoniere dei Mondiali 1982)
Acconcia morì a Firenze il 12 febbraio 1983 all'età di 57 anni.

## Statistiche

### Presenze e reti nei club
| Stagione             | Squadra              | Campionato           | Campionato | Campionato | Coppe nazionali | Coppe nazionali | Coppe nazionali | Coppe continentali | Coppe continentali | Coppe continentali | Altre coppe | Altre coppe | Altre coppe | Totale | Totale |
| Stagione             | Squadra              | Camp                 | Pres       | Reti       | Camp            | Pres            | Reti            | Camp               | Pres               | Reti               | Camp        | Pres        | Reti        | Pres   | Reti   |
| -------------------- | -------------------- | -------------------- | ---------- | ---------- | --------------- | --------------- | --------------- | ------------------ | ------------------ | ------------------ | ----------- | ----------- | ----------- | ------ | ------ |
| 1942-1943            | L'Aquila             | C                    | 23         | 0          | -               | -               | -               | -                  | -                  | -                  | -           | -           | -           | 23     | 0      |
| 1945-1946            | L'Aquila             | C                    | 26         | 0          | -               | -               | -               | -                  | -                  | -                  | -           | -           | -           | 26     | 0      |
| Totale L'Aquila      | Totale L'Aquila      | Totale L'Aquila      | 49         | 0          |                 | -               | -               |                    | -                  | -                  |             | -           | -           | 49     | 0      |
| 1946-1947            | Catanzaro            | B                    | 32         | 0          | -               | -               | -               | -                  | -                  | -                  | -           | -           | -           | 32     | 0      |
| 1947-1948            | Fiorentina           | A                    | 35         | 1          | -               | -               | -               | -                  | -                  | -                  | -           | -           | -           | 35     | 1      |
| 1948-1949            | Fiorentina           | A                    | 29         | 3          | -               | -               | -               | -                  | -                  | -                  | -           | -           | -           | 29     | 3      |
| 1949-1950            | Fiorentina           | A                    | 14         | 0          | -               | -               | -               | -                  | -                  | -                  | -           | -           | -           | 14     | 0      |
| Totale Fiorentina    | Totale Fiorentina    | Totale Fiorentina    | 78         | 4          |                 | -               | -               |                    | -                  | -                  |             | -           | -           | 78     | 4      |
| 1950-1951            | Udinese              | A                    | 26         | 1          | -               | -               | -               | -                  | -                  | -                  | -           | -           | -           | 26     | 1      |
| 1951-1952            | Roma                 | B                    | 33         | 0          | -               | -               | -               | -                  | -                  | -                  | -           | -           | -           | 33     | 0      |
| 1952-1953            | Genoa                | B                    | 34         | 0          | -               | -               | -               | -                  | -                  | -                  | -           | -           | -           | 34     | 0      |
| 1953-1954            | Genoa                | A                    | 2          | 0          | -               | -               | -               | -                  | -                  | -                  | -           | -           | -           | 2      | 0      |
| Totale Genoa         | Totale Genoa         | Totale Genoa         | 36         | 0          |                 | -               | -               |                    | -                  | -                  |             | -           | -           | 36     | 0      |
| 1954-1955            | Modena               | B                    | 9          | 0          | -               | -               | -               | -                  | -                  | -                  |             | -           | -           | 9      | 0      |
| 1955-1956            | Salernitana          | B                    | 20         | 1          | -               | -               | -               | -                  | -                  | -                  |             | -           | -           | 20     | 1      |
| 1956-1957            | Pistoiese            | D                    | 24         | 0          | -               | -               | -               | -                  | -                  | -                  | -           | -           | -           | 24     | 0      |
| 1957-1958            | Sangiovannese        | D                    | 30         | 0          | -               | -               | -               | -                  | -                  | -                  | -           | -           | -           | 30     | 0      |
| 1958-1959            | Sangiovannese        | D                    | 29         | 3          | -               | -               | -               | -                  | -                  | -                  | -           | -           | -           | 29     | 3      |
| 1959-1960            | Sangiovannese        | D                    | 33         | 0          | -               | -               | -               | -                  | -                  | -                  | -           | -           | -           | 33     | 0      |
| 1960-1961            | Sangiovannese        | D                    | 7          | 0          | -               | -               | -               | -                  | -                  | -                  | -           | -           | -           | 7      | 7      |
| Totale Sangiovannese | Totale Sangiovannese | Totale Sangiovannese | 99         | 3          |                 | -               | -               |                    | -                  | -                  |             | -           | -           | 99     | 3      |
| Totale carriera      | Totale carriera      | Totale carriera      | 406        | 9          |                 | -               | -               |                    | -                  | -                  |             | -           | -           | 406    | 9      |

## Palmarès

### Giocatore

#### Club
- Campionato italiano di Serie B: 2

Roma: 1951-1952
Genoa: 1952-1953

## Il "Torneo Italo Acconcia"
A partire dal 1984, alla memoria di Acconcia è stato intitolato un torneo per formazioni giovanili, organizzato dalla FIGC, dal CONI e dalla P.G.S. Oratoriana, formazione in cui l'aquilano aveva mosso i suoi primi passi calcistici. La prima edizione del torneo fu riservata a squadre di categoria Allievi, dalla seconda in poi a cimentarsi furono invece le formazioni Primavera. Il torneo si è concluso nel 1993, alla sua 10ª edizione.
- Queste sono le squadre che hanno partecipato nelle varie edizioni: Rappr. Toscana, Rappr. Lazio, Rappr. Abruzzo, Rappr. Emilia-Romagna, Catanzaro, Perugia, Pisa, Roma, Fiorentina, Udinese, Napoli, Arezzo, Francavilla, Ascoli, Cesena, Pescara, Torino, Bari, Inter, Lazio, Brescia, Lokomotiv Mosca, L’Aquila, Juventus.
- Questi sono i calciatori affermati che da giovani promesse calcarono l'erba del "Fattori" nel Torneo Acconcia: Fabrizio Ravanelli (Perugia), Angelo Di Livio (Roma), Giuseppe Taglialatela (Napoli), Edoardo Artistico (Roma), Francesco Statuto (Roma), Massimiliano Cappioli (Roma), Angelo Peruzzi (Roma), Salvatore Fresi (Fiorentina), Marco Delvecchio (Inter), Antonio Filippini (Brescia), Emanuele Filippini (Brescia), Sergio Volpi (Brescia), Christian Manfredini (Juventus), Fabrizio Cammarata (Juventus), Marco Di Vaio (Lazio), Flavio Roma (Lazio), Alessandro Nesta (Lazio).

### La ripresa
Nel 2008 L'Aquila Calcio ha deciso di prendere in mano le sorti dello scomparso torneo, organizzando dopo quindici anni l'11ª edizione. Alla manifestazione hanno preso parte L'Aquila, Roma, Ciampino e Bellinzona per la categoria Allievi e L'Aquila, Oratoriana, Civitavecchia, Federlibertas e Valle Aterno per quella Giovanissimi.
A vincere le rispettive categorie sono state Bellinzona (Allievi) e L'Aquila Calcio (Giovanissimi)